# لويزه مكلنبورغ ستريليتس
لويزه مكلنبورغ ستريليتس (بالألمانية: Luise zu Mecklenburg)‏ (10 مارس 1776 – 19 يوليو 1810) ملكة بروسيا باعتبارها زوجة الملك فريدرش فيلهلم الثالث. أنجبا عبر زواجهما السعيد وإن لم يدم طويلا تسعة أبناء، من بينهم الملك فريدرش فيلهلم الرابع والإمبراطور الألماني فيلهلم الأول.
تعزز ذكرها بعد لقائها غير العادي سنة 1806 مع الإمبراطور الفرنسي نابليون الأول في تيلسيت - التقت الإمبراطور ملتمسةً دون جدوى شروطاً ملائمة بعد خسائر بروسيا الكارثية في الحروب النابليونية. كونها محبوبة جيداً من رعيتها، جعل اجتماعهما من لويزه مبجلة باسم «روح الفضيلة الوطنية». وفاتها المبكرة عن أربعة وثلاثين ربيعاً «حافظت على شبابها في ذاكرة الأجيال القادمة»، وتسبب نابليون ورد لملاحظه الملك «لقد فقدت أفضل وزرائه». أنشأ زوجها الحزين وسام لويزه بعد أربع سنوات كنظير نسائي لوسام الصليب الحديدي. أسست نساء ألمانيات محافظات رابطة الملكة لويزه في عشرينات القرن العشرين، وقد استخدمت لويزه نفسها في الدعاية النازية كنموذج للمرأة الألمانية المثالية.